# Argemiro
Argemiro Pinheiro da Silva ou simplesmente Argemiro, (Ribeirão Preto, 3 de junho de 1916 — Rio de Janeiro, 4 de julho de 1975), foi um futebolista brasileiro que atuava como meio-campista.

## Carreira
Iniciou sua carreira no futebol no Rio Preto-SP. Atuou pela Seleção Brasileira, na Copa do Mundo de 1938.
O fato de estar na Seleção Brasileira na Copa do Mundo fez com que Argemiro chamasse a atenção dos grandes clube do Brasil. Argemiro ainda em 1938, foi negociado com o Vasco da Gama.

## Títulos
Vasco da Gama
- Campeonato Carioca: 1945
- Torneio Internacional Luiz Aranha: 1940
- Torneio Início do Rio de Janeiro: 1942, 1944 e 1945
- Torneio Municipal de Futebol do Rio de Janeiro: 1944, 1945 e 1946
- Torneio Relâmpago: 1944 e 1946
- Troféu da Paz: 1942

Seleção Paulista
- Campeonato Brasileiro de Seleções Estaduais: 1936

Seleção Carioca
- Campeonato Brasileiro de Seleções Estaduais: 1939 e 1944